# Lignes de tramway de la SNCV dans la province d'Anvers
Lignes de tramway vicinal de la Société nationale des chemins de fer vicinaux (SNCV) dans la province d'Anvers.

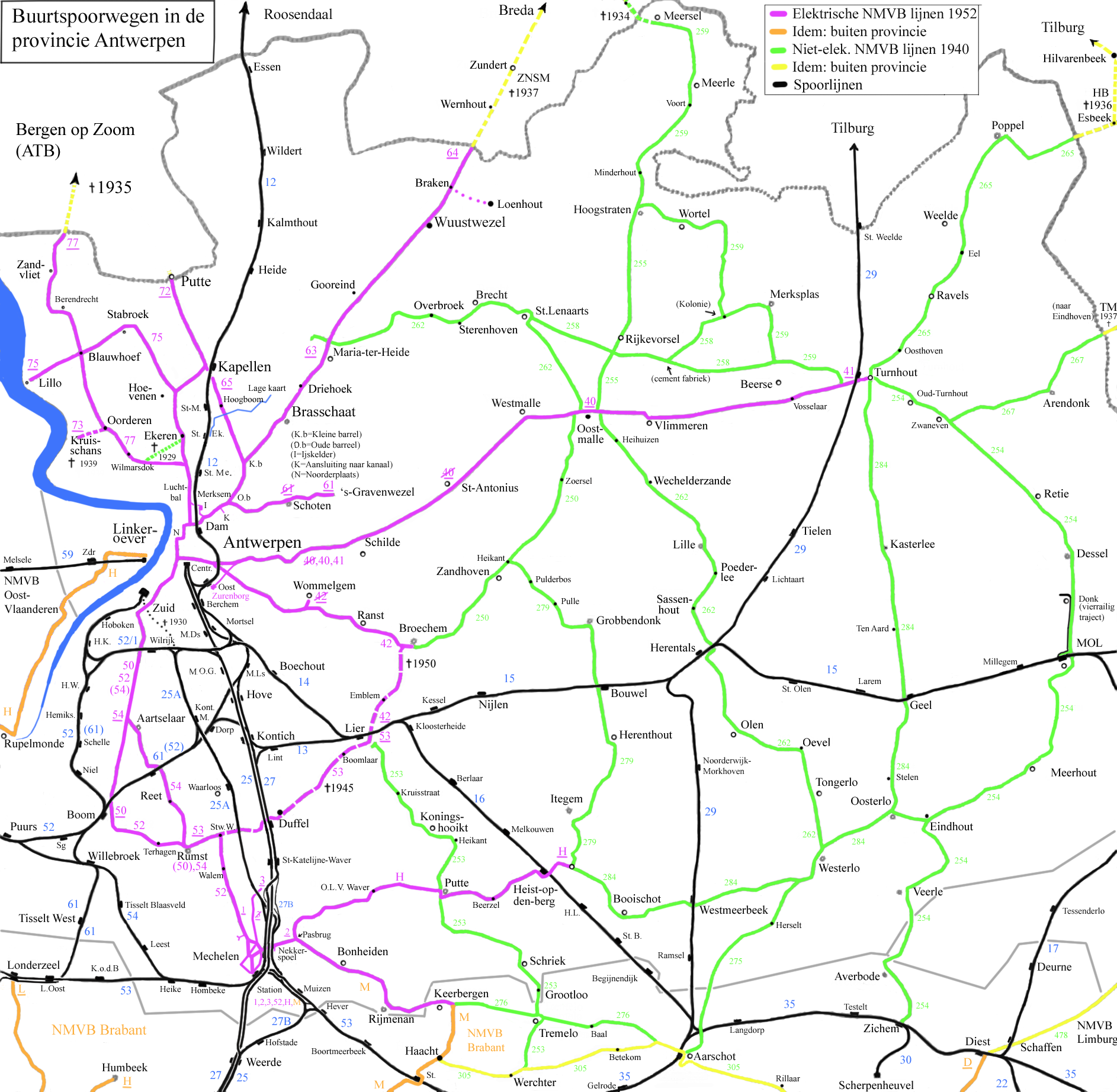
Plan des lignes

## Réseau d'Anvers
- 41 Anvers - Turnhout ⚡ ;
- 42 Anvers - Lierre ⚡ ;
- 50 Anvers - Rumst ⚡ ;
- 53 Lierre - Rumst ⚡ ;
- 54 Anvers - Rumst ⚡ ;
- 61 Anvers - Schoten ⚡ ;
- 64 Anvers - Wuustwezel ⚡ ;
- 65 Anvers - Kapellen ⚡ ;
- 72 Anvers - Putte ⚡ ;
- 75 Anvers - Lillo ⚡ ;
- 77 Anvers - Zandvliet ⚡.

## Groupe d'Itegem

### Lignes urbaines
| Nom | Alias Autres indices et tableaux | Début du service voyageurs | Fin du service voyageurs | Traction   |
| --- | -------------------------------- | -------------------------- | ------------------------ | ---------- |
| 1   | 282, 596                         | 1913                       | 1952                     | électrique |
| 2   | 282, 596                         | 1913                       | 1953                     | électrique |
| 3   | 282, 596                         | 1932                       | 1952                     | électrique |

### Lignes suburbaines et interurbaines
- H Malines - Heist-op-den-Berg ⚡ ;
- T Malines - Keerbergen ⚡ ;
- 276 Malines - Aarschot.

## Autres lignes
- 253 Lierre - Werchter :
- 275 Aarschot - Westerlo ;
- 279 Heist-op-den-Berg - Zandhoven ;
- 284 Turnhout - Heist-op-den-Berg.